# Battaglia di Eliopoli
La battaglia di Eliopoli, o di ʿAyn Shams, fu una battaglia decisiva fra gli eserciti arabi musulmani e l'esercito bizantino per il controllo dell'Egitto.

La sconfitta bizantina aprì la porta alla conquista araba dell'Esarcato d'Africa che cadrà nel 698.

## La battaglia
La battaglia fu combattuta il 6 luglio del 640, vicino all'antica città di Eliopoli, le forze arabo-musulmane contavano 15 000 uomini sotto l'ordine di ʿAmr b. al-ʿĀṣ e le forze bizantine contavano oltre 20 000 uomini sotto il comando di Teodoro, comandante supremo di tutte le forze bizantine in Egitto.
Con l'esercito bizantino che si avvicinava, ʿAmr divise il suo esercito in tre gruppi, uno posto agli ordini di Khārija, dirigendo con le sue armate verso est, in una zona collinare, mentre l'altro gruppo si sarebbe diretto a sud. Una volta che le forze bizantine stabilirono il contatto con le forze di ʿAmr e le attaccarono, il contingente di Khārija si avventò alle spalle dell'esercito bizantino circondandolo. Vedendolo in preda al terrore, Teodoro ordinò la ritirata, ma mentre le truppe bizantine tentarono di fuggire verso sud, furono attaccate dalla terza parte dell'esercito arabo, che provocò la frantumazione dello schieramento e la sconfitta finale delle forze bizantine.
Benché Teodoro riuscì a fuggire con alcuni superstiti del suo esercito, la maggior parte dell'Egitto del sud e centrale cadde nelle mani di ʿAmr.
Questa sconfitta per i Bizantini portò anche alla caduta della capitale egiziana, Alessandria, che avvenne per accordo il 4 novembre del 641, dopo un assedio durato un anno.